# Marquis (Zeitschrift)
Marquis ist ein deutschsprachiges Fetischmagazin, das seit 1994 von Peter W. Czernich und Bianca Bunea (ab 2000 Bianca Czernich) produziert wurde. Rund 25 Jahre lang erschien das Magazin unter ihrer Federführung. Während dieser Zeit stieg Marquis zum weltweit führenden Magazin für Fetischmode und -Lifestyle auf. 

## Marquis – The Fetish Fantasy Magazine
Das Marquis Magazine wird halb- bis vierteljährlich herausgegeben. Es ist vor allem für Fetisch-, Latex- und Fashionliebhaber gemacht. Themen sind Fotografie, Models, Bücher, Filme, Mode und Lifestyle. Der Name des Magazins bezieht sich auf den Marquis de Sade. Die erste Ausgabe erschien 1994 als Nachfolger der Zeitschrift «O». Es erschien in Deutsch und Englisch, sowie zeitweilig auch in Französisch, Japanisch und Russisch.
Neben dem Flaggschiff Marquis erschien bald zusätzlich und bis heute Heavy Rubber (für Fortgeschrittene), sowie Marquis Style, Terminatrix (Comics) und Megaboobs. Letztere drei blieben aber Einzelhefte.
Die Buchreihe Marquis Edition mit hochwertigen Foto- und Bildbänden brachte es mit den Jahren auf über ein Dutzend Titel.

### Covermodelle des Marquis-Magazins

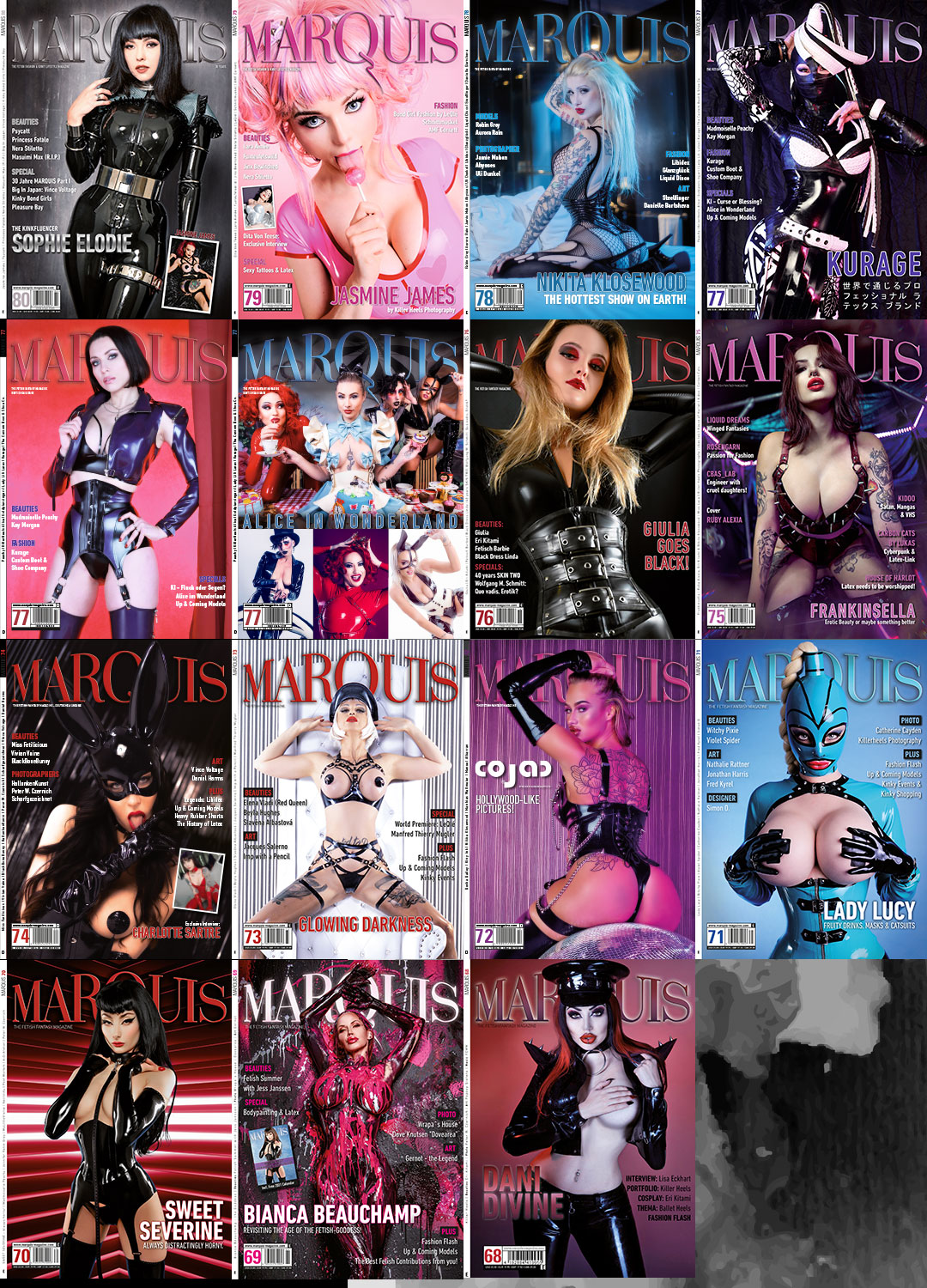
Die 15 Cover der Marquis Magazine Ausgaben 68 bis 80 (wobei die Ausgabe 77 insgesamt drei Cover-Motive hatte)

Die Cover des Marquis setzten besonders in der Anfangszeit Maßstäbe in Sachen Fetisch-Fotografie. Die meisten Cover stammen vom Marquis-Macher Peter W. Czernich selbst. Deshalb war es eine große Besonderheit, wenn die Cover mal von einem externen Fotografen stammten. Viele Stars waren auf Seite 1 zu sehen, darunter die legendäre Dita Von Teese, die zusammen mit dem Marquis Magazine ihre Karriere zu ungeahnten Höhen emporschwang und zu dem Burlesque-Model schlechthin wurde. Aber auch Bianca Beauchamp, Summer Cummings, Rubberdoll oder Dani Divine zierten schon die Cover des Magazins.
Unter den Fotografen, die in der langen Geschichte des Magazins Cover beisteuerten, finden sich illustre Namen wie z. B. Killer Heels Photography, Zeichner/Maler Daniel Harms und natürlich Peter W. Czernich, den ursprünglichen Herausgeber und Hauptfotografen von Marquis.
| Ausgabe    | Covermodell                                   | Fotograf                         | Ausgabe    | Covermodell                 | Fotograf             |
| ---------- | --------------------------------------------- | -------------------------------- | ---------- | --------------------------- | -------------------- |
| Marquis 01 | Bianca                                        | ???                              | Marquis 02 | Maren                       | Peter W. Czernich    |
| Marquis 03 | Marlene                                       | Christophe Mourthé               | Marquis 04 | Mike                        | Wolfgang Eichler     |
| Marquis 05 | ???                                           | Robert Chouraqui                 | Marquis 06 | Elisabeth                   | Peter W. Czernich    |
| Marquis 07 | Die Hexe                                      | Peter W. Czernich                | Marquis 08 | Bianca                      | Peter W. Czernich    |
| Marquis 09 | Dita Von Teese                                | Sean McCall                      | Marquis 10 | Minka                       | Peter W. Czernich    |
| Marquis 11 | Kumi                                          | Steve Diet Goedde                | Marquis 12 | Beata                       | Peter W. Czernich    |
| Marquis 13 | ???                                           | Peter W. Czernich                | Marquis 14 | Summer Cummings & Skye Blue | Peter W. Czernich    |
| Marquis 15 | House of Harlot                               | ???                              | Marquis 16 | Carolin                     | Peter W. Czernich    |
| Marquis 17 | Julie Strain                                  | Sean McCall                      | Marquis 18 | Dita Von Teese              | Peter W. Czernich    |
| Marquis 19 | Eva                                           | Peter W. Czernich                | Marquis 20 | Luci van Org                | Peter W. Czernich    |
| Marquis 21 | Elizabeth Carson                              | Peter W. Czernich                | Marquis 22 | Eve Ellis                   | Peter W. Czernich    |
| Marquis 23 | Monika                                        | Wolfgang Poblik                  | Marquis 24 | Summer Cummings             | Peter W. Czernich    |
| Marquis 25 | Dita Von Teese                                | Peter W. Czernich                | Marquis 26 | Zdenka Podkapova            | Peter W. Czernich    |
| Marquis 27 | Louva                                         | Peter W. Czernich                | Marquis 28 | Queeny Love                 | Peter W. Czernich    |
| Marquis 29 | Tall Goddess                                  | Peter W. Czernich                | Marquis 30 | Emily Marilyn               | Peter W. Czernich    |
| Marquis 31 | Masuimi Max                                   | Peter W. Czernich                | Marquis 32 | Bianca Beauchamp            | Martin Perreault     |
| Marquis 33 | Dita Von Teese                                | Peter W. Czernich                | Marquis 34 | Morrigan Hel                | Peter W. Czernich    |
| Marquis 35 | Carmen Rivera                                 | Peter W. Czernich                | Marquis 36 | Zlata                       | Peter W. Czernich    |
| Marquis 37 | Susan Wayland                                 | Peter W. Czernich                | Marquis 38 | Kittie Klaw                 | Peter W. Czernich    |
| Marquis 39 | Darenzia                                      | Peter W. Czernich                | Marquis 40 | Katsuni                     | Thomas van de Scheck |
| Marquis 41 | Ancilla Tilia                                 | Peter W. Czernich                | Marquis 42 | Sabina Kelley               | Peter W. Czernich    |
| Marquis 43 | Katerina                                      | Peter W. Czernich                | Marquis 44 | Nomi Fernandes              | Peter W. Czernich    |
| Marquis 45 | Bianca Beauchamp                              | Martin Perreault                 | Marquis 46 | Susan Wayland               | Peter W. Czernich    |
| Marquis 47 | Rubberdoll                                    | Peter W. Czernich                | Marquis 48 | Eden                        | Peter W. Czernich    |
| Marquis 49 | Silent View                                   | ???                              | Marquis 50 | Dita Von Teese              | Peter W. Czernich    |
| Marquis 51 | Loulou von Brochwitz                          | Peter W. Czernich                | Marquis 52 | Sister Sinister             | Peter W. Czernich    |
| Marquis 53 | Opheiia Overdose                              | Julian M Kilsby                  | Marquis 54 | Masuimi Max                 | Peter W. Czernich    |
| Marquis 55 | Jade Vixen                                    | Peter W. Czernich                | Marquis 56 | Bibiana Atada               | Peter W. Czernich    |
| Marquis 57 | Diva Nova                                     | Peter W. Czernich                | Marquis 58 | Sister Sinister             | Peter W. Czernich    |
| Marquis 59 | Nina de Lianin                                | Peter W. Czernich                | Marquis 60 | Bianca Beauchamp            | Martin Perreault     |
| Marquis 61 | Morrigan Hel & Kataxenna                      | Peter W. Czernich                | Marquis 62 | Kay Morgan                  | Peter W. Czernich    |
| Marquis 63 | Starfucked                                    | Belinda Bärtzner                 | Marquis 64 | Latex Lucy                  | Cojac                |
| Marquis 65 | ???                                           | Peter W. Czernich                | Marquis 66 | Romanie Smith               | ???                  |
| Marquis 67 | a) Kato, b) Elisanth, c) Starfucked, d) Zlata | ???                              | Marquis 68 | Dani Divine                 | Matthias Preiss      |
| Marquis 69 | Bianca Beauchamp                              | ???                              | Marquis 70 | Sweet Severine              | Peter W. Czernich    |
| Marquis 71 | Lady Lucy                                     | Killer Heels Photography         | Marquis 72 | Annebel Visscher            | Cojac                |
| Marquis 73 | Glowing Darkness                              | The Agency For Strange Behaviour | Marquis 74 | Nera Stiletto               | Daniel Harms         |
| Marquis 75 | Ruby Alexia                                   | Frankinsella                     | Marquis 76 | Giulia                      | Andreas Reichardt    |
| Marquis 77 | Kay Morgan                                    | Peter W. Czernich                | Marquis 78 | Nikita Klosewood            | Adel Karim           |
| Marquis 79 | Jasmine James                                 | Killer Heels Photography         | Marquis 80 | Sophie Elodie               | Ronny Thiele         |

### Heavy Rubber
Als Spin-off entstand 1996 das Magazin Heavy Rubber. Während das Marquis Magazine den Focus eher in Richtung Fashion, Mainstream und Glamour legt, ist das Heavy Rubber eindeutig an Fetischisten gerichtet. Hier geht es allein um Latex, Gummi als Quelle erotischer Lust.

### Die Zeit nach Peter W. Czernich
2015 herum trennten sich Bianca und Peter Czernich und man beschloss den Verkauf der Firma. Die Fashion-Sparte übernahm Latexa (unter dem Schirm der Kunzmann GmbH), während die Magazine in die USA gingen. C Michael Martell als neuer Verleger produzierte drei Ausgaben (64–66), wobei Peter W. Czernich weiterhin als „Senior Editor“ fungierte. 2019 gab Martell alle Rechte zurück an Czernich, der das Jubiläumsheft Nr. 67 zum 25-jährigen Bestehen der Firma herausgab.
2019 wurde das Magazin verkauft an den U-Line Verlag, der vor allem mit seinem Imprint Ubooks in den Jahren zuvor in Erscheinung getreten ist. Die Ausgabe Marquis 68 erschien im März 2020. Peter W. Czernich blieb als kreativer Berater und Fotograf weiterhin an Bord, verantwortlich war nun aber der Inhaber des U-Line Verlags Andreas Reichardt. In der ersten Ausgabe unter neuer Führung konnte u. a. die Kabarettistin Lisa Eckhart für ein exklusives Interview nebst Fotoshooting in Latex gewonnen werden.

### Kontroverse Marquis Magazine & Marquis Fashion
Ursprünglich wurde unter der Marke Marquis und unter der Leitung von Peter W. Czernich nicht nur das Magazin produziert, sondern auch Filme, Bücher und Latexbekleidung. Als Czernich das Marquis-Imperium verkaufen wollte, fand er Abnehmer für das Magazin wie auch für den Fashion-Bereich und so teilte sich die Marke an dieser Stelle.
Marquis Fashion wurde an die Traditionsfirma Kunzmann, bzw. die Mutter Latexa verkauft, während das Marquis Magazine erstmal in die USA verkauft wurde, ehe der U-Line Verlag das Magazin 2020 wieder aufleben ließ. Nach dem Weggang der Chef-Designerin bei Marquis Fashion im Oktober 2021 entstand in der Fetisch-Szene schnell ein Shitstorm, da der Shop des Mode-Labels weiterhin erreichbar war und Kunden dort weiterhin einkaufen konnten. Kunden von Marquis Fashion berichten seit dieser Zeit davon, dass der Kontakt zu Marquis Fashion eingeschlafen sei und das auch keine Bestellungen mehr bearbeitet würden. Dies soll nach Aussagen einiger geprellter Kunden inzwischen (Stand April 2022) sogar schon zu gerichtlichen Auseinandersetzungen geführt haben.
Durch die weitgehende Namensgleichheit der Marken und durch die Ähnlichkeit der Domains (Marquis-Fashion = www.marquis.de und Marquis-Magazine = www.marquis-magazine.com), kommt es hier regelmäßig zu Verwechslungen.

## Marquis Fashion
Mit Marquis Fashion betrieb man erfolgreich eine Latexschneiderei, die zunächst mit Katja Ehrhardt gestartet wurde, um schnell zu hochwertigen Schnitten zu kommen. Zeitweilig arbeiten hier vier fest angestellte Schneiderinnen, und es gab einen großen Showroom, der von Monika und Jürgen Ritter gemanagt wurde.

## Marquis Media
Die Marquis-Filmproduktionen (insgesamt über 40 Filme) erschienen zunächst auf VHS, später auf DVD. Über 6.000 Kopien wurden damals von Titeln wie „White Room“ und „Fetish Academy“ abgesetzt. Marquis war auch eine der ersten Firmen der Branche, die einen eigenen Internet-Auftritt mit Onlineshop und Memberzone hatte.
Neben den inzwischen legendären, dank der eigenen Latex-Schneiderei reich ausgestatteten Videofilmen, bleibt auch das seinerzeit größte Fetisch-Event in Erinnerung, die „Art Bizarre 1999“ in Köln, sowie die Partyreihe „Nacht des Marquis“ in Solingen, wo noch Dita Von Teese auf der Bühne zu sehen war.

## Pleasure Bay
Eigentlich für 2020 geplant, wurde nun für 2022 die erste Veranstaltung des Marquis Magazins angekündigt: Auf Kreta findet von 14. bis 17. Oktober 2022 die Pleasure Bay Party statt. Es soll sich hierbei um einen Fetisch.Urlaub handeln. Gebucht wurden unter anderem bekannte (Fetisch-)Modelle wie Sweet Severine, Ruby Alexia, die Performance-Künstlerin Nikita Klosewood und das japanische Model Eri Kitami. Partner bei der Pleasure Bay Veranstaltung ist das Label Subrosa Dictum.

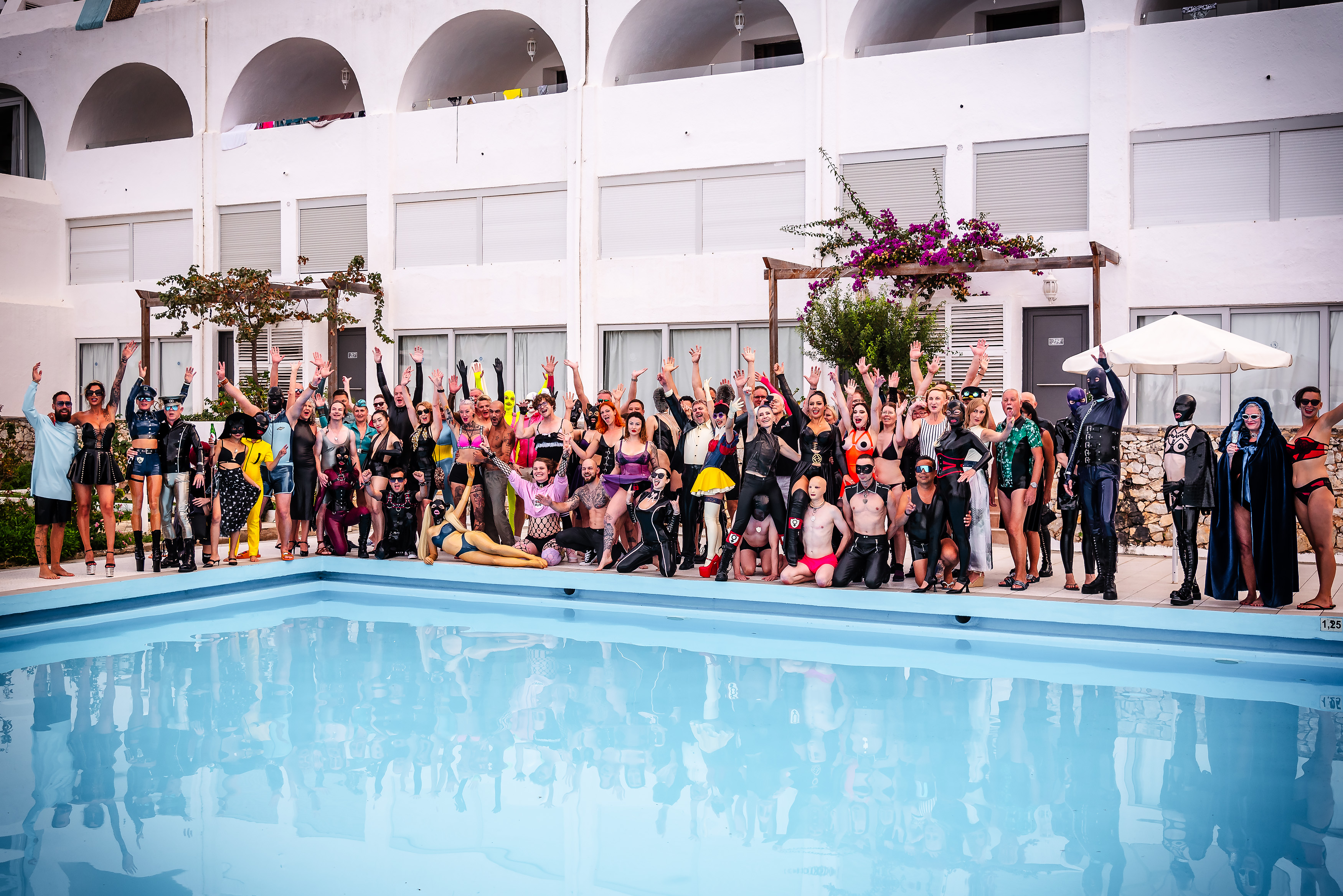
Picture taken by @MmaexX Photography (Instagram) Gruppenfoto auf der Pleasure Bay 2023

Die zweite Pleasure Bay Party fand im Oktober 2023 statt und man konnte neben einem beeindruckenden Feuerwerk zahlreiche Workshops und drei Partys bei bestem Wetter anbieten. Gäste aus aller Welt, darunter die USA, Japan, China, Frankreich, UK, Deutschland, Österreich, Dänemark und die Schweiz, feierten mehrere Tage lang auf Kreta. Latex und BDSM standen hierbei im Vordergrund. Auch bei der zweiten Party konnten wieder zahlreiche namhafte Szenemacher und Models gesichtet werden, darunter erneut Ruby Alexia, Peter W. Czernich und Eri Kitami, aber auch Domina Charlize, Carmen Rivera, Lola Noir, Madam Esmeralda, Dino Sadino und Ezada Sinn.
Es ist ungewöhnlich, dass für diese Art Veranstaltungen ein komplettes Hotel zur Verfügung steht. Gäste wie Veranstalter betonen dies immer wieder. Die Pleasure Bay 2024 findet statt vom 25. bis 28. Oktober.